# Michael Franck
Michael Franck est un poète allemand de chants religieux et compositeur, né à Schleusingen, en électorat de Saxe, le 16 mars 1609 et décédé à Cobourg, en duché de Saxe-Gotha, le 24 septembre 1667.

## Biographie
Michael Franck est le fils d'un marchand qui, en 1622 sur son lit de mort, décide que, compte tenu du peu de moyens de la famille, seuls l'aîné des cinq fils, Sebastian, et le benjamin, Peter, feraient des études. Il devient donc boulanger en 1625 mais acquiert néanmoins le droit d'enseigner dans une école de Schleusingen. Après plusieurs déconvenues financières, il doit partir en 1640 et s'installe à Cobourg avec femme et enfant. À temps perdu et le dimanche, il écrit et compose des chants religieux et devient professeur à l'école de la ville en 1644. Le poète Johann Rist, en qualité de Hofpfalzgraf de Ferdinand III, l'honora de l'affiliation à son Elbischer Schwanenorden en 1659.
Son fameux hymne Ach wie flüchtig, ach wie nichtig ist der Menschen Leben! ("Comment la vie des hommes est fugitive et éphémère") a été repris par Johann Sebastian Bach dans sa cantate BWV 26 et dans son Orgelbüchlein (BWV 644). Georg Philipp Telemann a, lui aussi, utilisé certains de ses textes.

## Sources
- http://www.bach-cantatas.com/